# Museum Santiago Ramón y Cajal

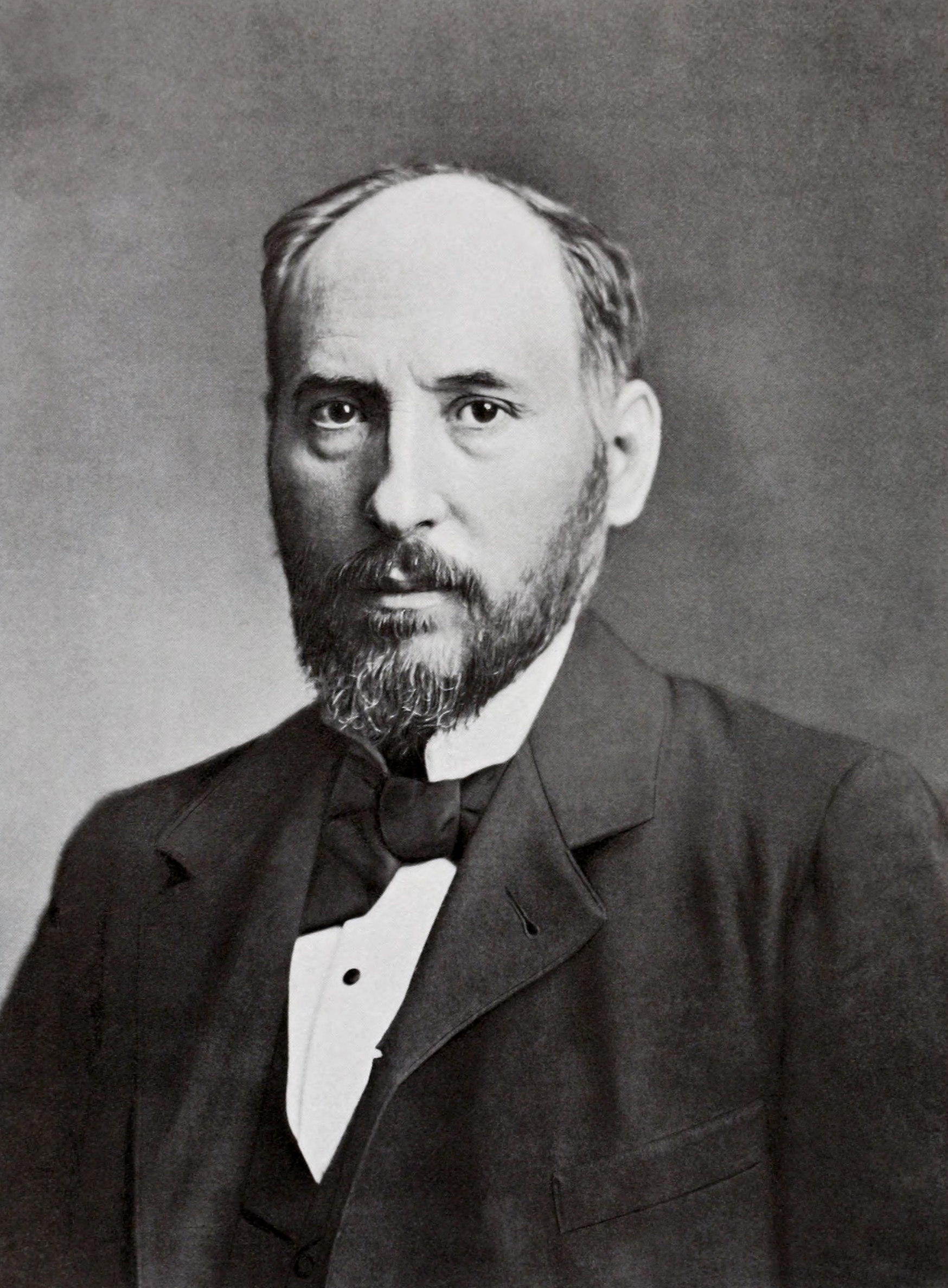
Santiago Ramón y Cajal (1852–1934)

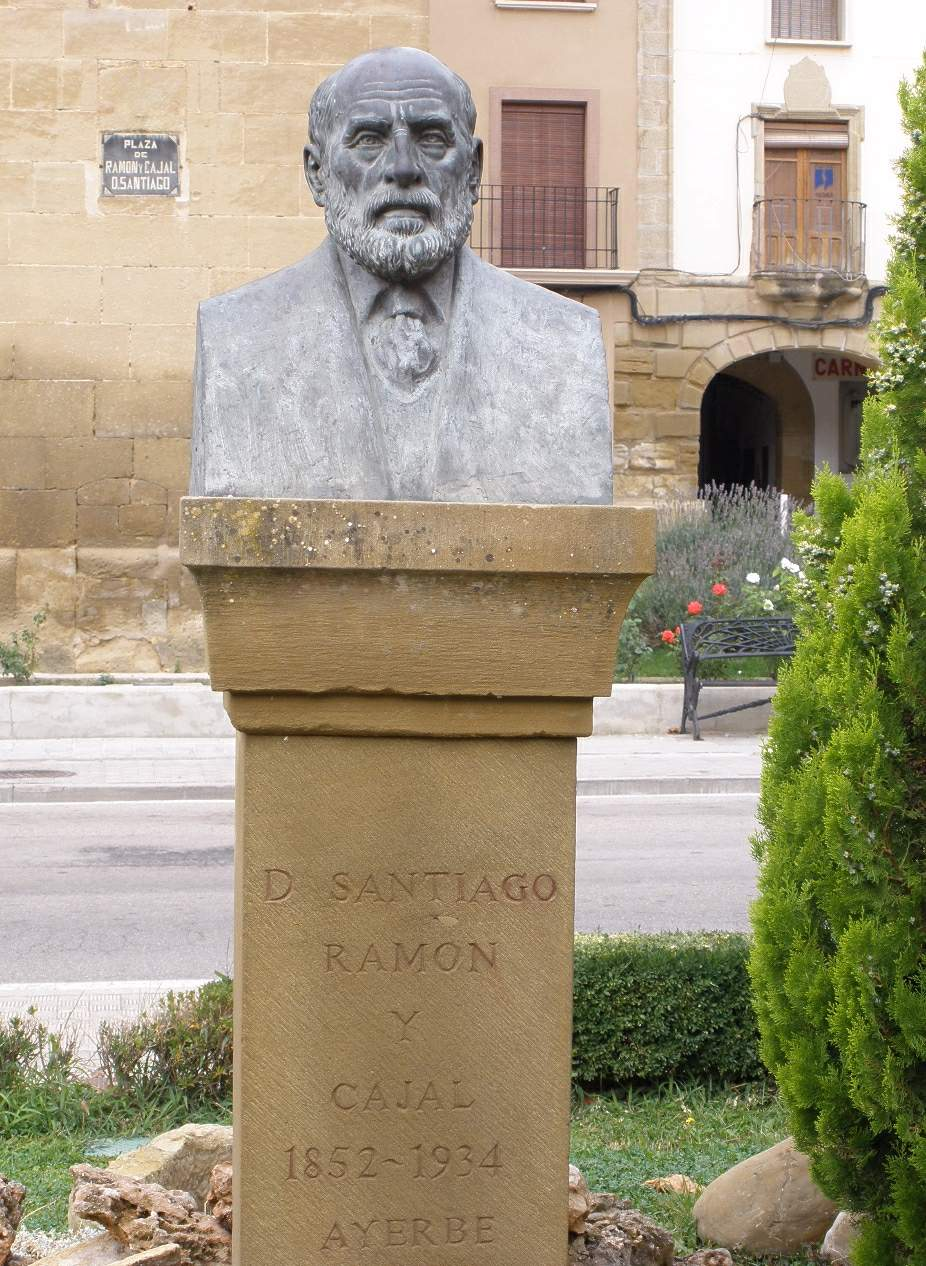
Denkmal für Santiago Ramón y Cajal in Ayerbe auf dem nach ihm benannten Platz

Das Museum Santiago Ramón y Cajal befindet sich in Ayerbe, einer spanischen Gemeinde in der Provinz Huesca der Autonomen Gemeinschaft Aragonien. Das Museum ist Santiago Ramón y Cajal gewidmet, der 1906 den Nobelpreis für Physiologie oder Medizin erhielt.  
Das Museum ist im Haus Nr. 19 der Straße Rafael Gasset untergebracht, in dem Santiago Ramón y Cajal mit seinen Eltern zehn Jahre lebte. Es stellt anhand von Ausstellungsstücken und Erklärungstexten das Leben und Wirken des Histologen und Mediziners dar.